# Fernando Orjuela
Orjuela  Gutíerrez est un nom espagnol. Le premier nom de famille, en général paternel, est Orjuela ; le second, en général maternel, souvent omis, est Gutíerrez.
Fernando Orjuela Gutíerrez, né le 4 novembre 1991 à Restrepo (département du Meta), est un coureur cycliste colombien.

## Palmarès sur route
- 2013
  - 2e du Tour Alsace

### Résultats sur les grands tours

#### Tour d'Espagne
1 participation
- 2017 : 135e

### Classements mondiaux
| Année            | 2013 | 2014 | 2015 | 2016 | 2017 |
| ---------------- | ---- | ---- | ---- | ---- | ---- |
| UCI America Tour |      | 259e | 377e |      |      |
| UCI Europe Tour  | 451e |      |      |      |      |
| UCI Asia Tour    |      |      |      |      | 200e |

## Palmarès sur piste

### Championnats de Colombie
- Medellín 2013
  -  Médaillé de bronze de la course aux points[5].
- Cali 2015
  -  Médaillé de bronze de la poursuite par équipes (avec Omar Mendoza, Antonio Alarcón et Duván Arévalo)[6].